# Districtul El Ancer
El Ancer este un district din provincia Jijel, Algeria.